# لا جالاتيا (رواية)
تعد لا جالاتيا (بالإسبانية: la Galatea)‏ هي عنوان الجزء الأول وإحدى روايات ميغيل دي ثربانتس حيث تم نشرها في ألكالا دي إينارس عام 1585، وهي مقسمة لست أجزاء.
هي رواية رعوية مكتوبة على هيئة نثر على الرغم من احتوائها على العديد من المقطوعات الشعرية، لكنها احتفظت بطابعها النثري، وبالتالي الشخصيات الأساسية في الرواية رعاة. كان يهدف ثربانتس عند كتابتها أن تكون مجالا سيكولوجيا لدراسة الحب.
قام بتحرير هذا الرواية عند عودته من كهفه الموجود في الجزائر (العاصمة) في ديسمبر 1580. لم تشهد نجاحا كبيرا عند مقارنتها بالنجاح الذي نالته (ديانا لمونتيمايور)
و(ديانا حبيبة خيل بولو ) .كانت لدى ثربانتس نية نشر الجزء الثاني من الرواية، لكن وافته المنية.

## عن الكاتب

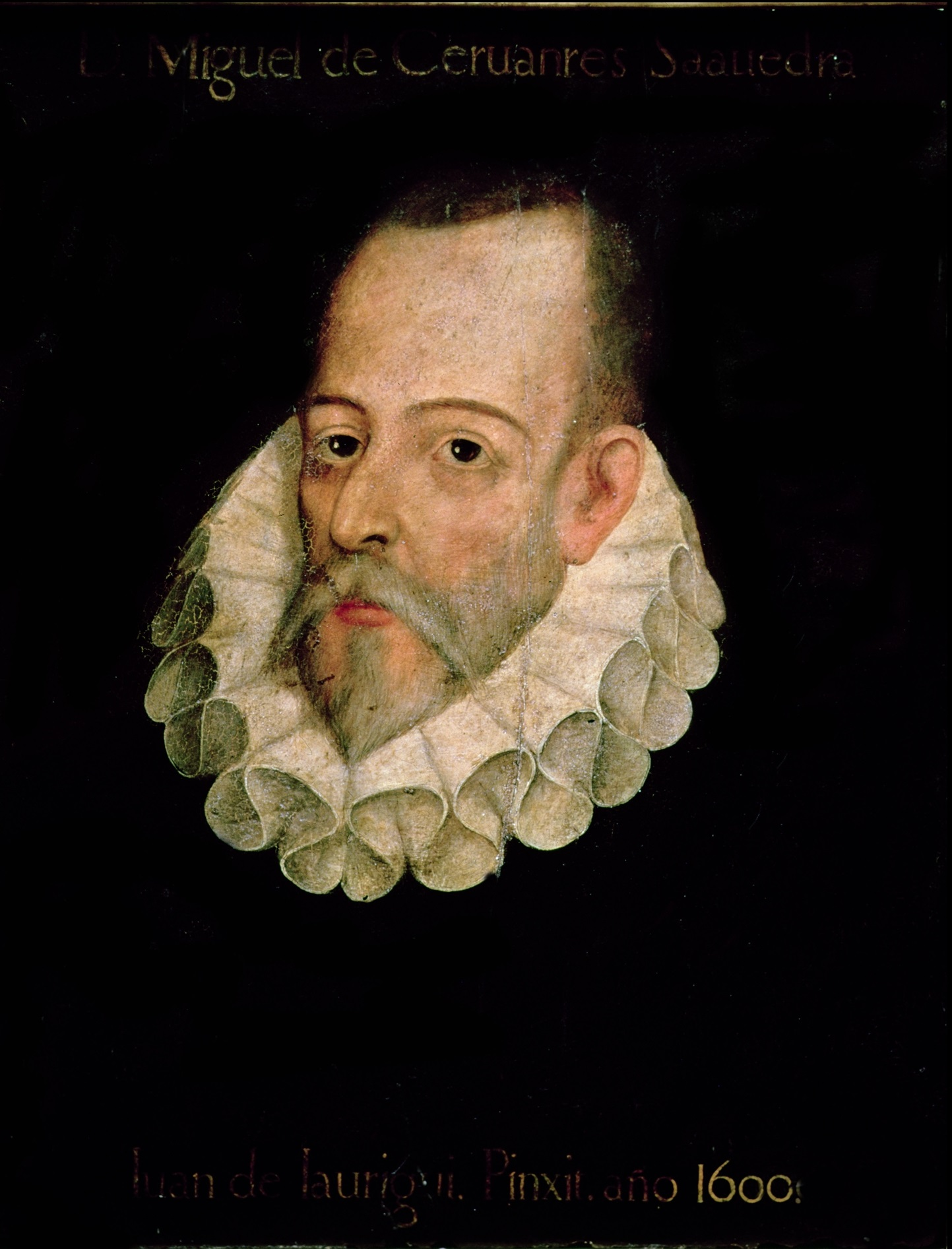
ميجيل دى ثربانتس

ميغيل دي ثيربانتس سافيدرا (بالإسبانية: Miguel de Cervantes Saavedra) كاتب مسرحي وروائي، شاعر إسباني ولد في ألكالا دي إيناريس، مدريد، إسبانيا في 29 سبتمبر 1547. وتعد رواية دون كيخوطي دي لا مانتشا (1605 - 1615 م) التي صدرت عام من أشهر أعماله. وقد تركت حياة ثيرفانتس الحافلة بالأحداث أثرا بليغاً في أعماقه، ويظهر ذلك في روح السخرية والدعابة التي تميز أعماله. ويُعتبر من بين أشهر الشخصيات الإسبانية في العالم، ولذلك فقد قامت إسبانيا بتكريمه واضعة صورته على قطعة الـ50 سنتاً الجديدة. وبالمثل فإن جائزة ثيربانتس التي تحمل اسمه تعد بمثابة تكريما له على عمله دون كيخوطي والذي يعد من أعظم الأعمال التي صدرت باللغة الإسبانية. وتوفي في مدريد، إسبانيا في 22 أبريل 1616.

## حبكة الرواية
بالنسبة لثربانتس الحب هو جوهر عالم الجمال المثالي، حيث أتى بجالاتيا لتعبر عن فكرته.
يظهر في الرواية مكان (بين المثالية والحقيقة ) في شواطئ نهر تاجة (نهر يجرى بشبة جزيرة الأندلس ويمر بإسبانيا واالبرتغال). . في الحبكة الأساسية أو الرئيسية، إليسيو و إراسترو (ينتمون إلي الرعاة) مغرميين بجالاتيا (هي فتاة رعوية فائقة الجمال، لديها من المميزات ما يجعلها تكون بطلة رواية ثربانتس ، فهي تتميز بالفطنة والعفة والحياء واللطف ). لكن حبهم لا يتلقى أي إجابات لإنها تعشق الحرية الروحانية والاستقلال وليس لديها أدنى استعداد أو رغبة في أن تكون أسيرة لنيران الحب.
قرر والده أن يزوجها للأحد الرعاة الأغنياء، لكنها وعدت إليسيو بالزواج منه إذا ساعدها على معارضة رغبة أبيها.
لايحكي فقط عن معاناة الحب الضائع لإليسيو وإراسترو لجالاتيا فقط، بل أيضا يحكي عن حياة بعض الشخصيات البارزين في الرواية
الذين يعانون من قسوة الحب الغير مستجاب من جانب المحبوبة. في الرواية يحكي الأشخاص عن حكايتهم وعن مشاعرهم في جو مثالي.
تحتوي علي العديد من المؤلفات في الشعر والنثر التي تغنى بها جميع الشخصيات للتنفيس عن آلام حسرة حبهم المستحيل.
حيث يتغنون للحب الأفلاطوني الذي يتمتونة..
بالإضافة إلي عدة قصائد مسلية ومثيرة للاهتمام تتخللت الموضوع الرئيسى للرواية كما في (دون كيخوطى وأعمال بيرسيليس وسيخيسمونداا)، نجد أيضا مواجهات جدلية مثيرة عن طبيعة الحب(الكتاب الرابع: الرعويين لينيو وتيرسي حيث جعل اعتذارهم موجه للحب والأسى) ، أو عن سيكولوجية (علم النفس) الحب(في الكتاب الثالث:اورومبو ومارسيلو وكريسيو و اورفينيو ناقشوا في بيت شعر أن العشق انشق من الحب فهو يسبب ألام أكثر من التي تسببها الغيرة والأحتقار والغياب أو حتى موت
الأحبة ).
موضوع الرعوية في رواية ثربانتس يمشل المثالية التي يطمح إليها رجل عصر النهضة. كان يشيد ببراعة من كانوا يعيشوا الشعر الإسبانى آنذاك. ،على سبيل المثال، جونجور، القفز دي فيغا، ألونسو دي إركيللا، فراي لويس دي ليون، دياز فرانسيسكو وغيرهم.
في نهاية الكتاب، وتوقف حداث الرواية بشكل حاد. أيضا انتهى الفصل الأخير بقصيدة ومن الغريب أن هذه الأغنية تغنى من قبل حورية تسمى كاليوبى
أثناء حرق كتب الكيخوطي ، العديد من روايات الرعوية نالت نصيبها من الحرق. رجل الدين وحلاق قاموا بانتشال لاجالاتيا، فيما أعلنوا أن ثربانتس يقوم بتحرير الجزء الثاني قريبا. لم تصل لنا أي معلومات مؤكدة باقى إنتاج هذا العمل.

## التعليق
أستخدم ثربانتس في هذه الرواية جميع الموارد والمصادر التي تقدمها الرواية الرعوية ويقدمها بشكل تام أو كامل من خلال الشعر والنثر من خلال سردة للأحداث.
الموسيقي هنا بمثابة عنصر أساسي، أو عنصر مستخدم في تحديد السياق، بالإضافة إلي كشفها عن صفات و مميزات الشخصيات.
مصدر الألهام لهذه الرواية هي رواية لا ديانا دى مونتيمايور.
تبدا الأصوات من مناجاة النفس حتى نصل إلي الحوار، يغلب طابع السيرة الذاتية حيث تنجم عن فصاحة وبلاغة العشاق، ثم توقف للحيلولة دون إهمال القراء للشخصيات المشاركة.
قدم لنا الشخصيات (الرعاة ) كموسيقيين و فلاسفة وشعراء.
تبحث الشخصيات عن نظرة شفقة و أسي لدخولهم عالم مزيف ولما يعانونة من ألام الحب.
الليل هو إحدى أهم العناصر في الرواية، حيث يبحث فيه العشاق عن السلام والهدوء الذي يحتاجون إليه من أجل الإفصاح عن محنهم.
يمثل الليل تقليد رعوي أو ريفي لما هو إلهي.
يمثل الراوي دور هام جدا للترتيب المنطقى للدراما.وأيضا من أجل تعزيز وترتيب أفكار القارئ.

## اقرأ أيضا
- دون كيخوطي
- قوة الدم
- الغيور الإكستـريمادوري
- حوار الكلاب
- الغجرية
- الإسبانية الإنجليزية
- العاشق المتحرر
- أعمال بيرسيليس وسيخيسموندا

## وصلات خارجية
http://es.wikisource.org/wiki/La_Galatea